# Ultrafinitisme
 (juin 2024).
En  philosophie des mathématiques, l'ultrafinitisme, (aussi connu sous le nom d'ultraintuitionnisme, finitisme strict, ou encore de finitisme fort) est une forme extrême de finitisme.  Une caractéristique de l'ultrafinitisme est son objection à la totalité de certaines fonctions numériques jusqu'à y compris l'exponentiation.

## Idées principales
L'ultrafinitisme nie l'existence de l'ensemble infini {\displaystyle \mathbb {N} } des entiers naturels, car celui-ci ne pourra jamais être complété.
En outre, certains ultrafinitistes doutent de l'existence de certains objets mathématiques que personne ne peut construire en pratique. Ainsi, certains ultrafinitistes nient l'existence de grands nombres, par exemple la  partie entière du premier nombre de Skewes, qui est un nombre extrêmement grand défini en utilisant la  fonction exponentielle tel que exp(exp(exp(79))), ou
{\displaystyle e^{e^{e^{79}}}{\mbox{.}}\!}
La raison est que personne n'a encore calculé la partie entière de cet entier naturel. De même, {\displaystyle 2\uparrow \uparrow \uparrow 6} (en notation des flèches de Knuth) ne serait considérée que comme une expression formelle qui ne correspond pas à un entier naturel.
{\displaystyle 2\uparrow \uparrow \uparrow 6}
Certaines versions de l'ultrafinitisme sont des formes de constructivisme, mais la plupart des constructivistes considèrent l'ultrafinitisme comme irréalisable. Le fondement logique de l'ultrafinitisme n'est pas clair et dans son étude Constructivism in Mathematics (1988), le logicien constructiviste A. S. Troelstra le rejette en affirmant qu'« aucun développement satisfaisant n'existe à l'heure actuelle ».

## Travaux sur l'ultrafinitisme
Un travail sérieux sur l'ultrafinitisme a été mené, depuis 1959, par Alexander Esenin-Volpin, qui a esquissé en 1961 un programme pour prouver la cohérence de la théorie des ensembles de Zermelo-Fraenkel dans les mathématiques ultrafinies. D'autres mathématiciens qui ont travaillé sur le sujet sont Doron Zeilberger, Edward Nelson et Rohit Jivanlal Parikh. L'ultrafinitisme est parfois associée à Ludwig Wittgenstein, Robin Gandy et J. Hjelmslev.